# Simply Believe
A Simply Believe Bonnie Tyler 14. stúdióalbuma, amelyet Franciaországban készített. A kiadványt a Yannis Records és a Sony Music közös produkcióban adta ki CD formátumban és korlátozott mennyiségben kazetta formátumban is. A lemezen 15 dal hallható, ebből kettő francia-angol bilinguális duett Kareen Antonnal illetve több régi Tyler sláger is hallható újrahangszerelve.
A lemezt az Epic Group Project és a Yanis Records adta ki a francia Sony Music közreműködésével de ezen kívül külön kiadás jelent meg Kanadában és egy harmadik, dalszövegeket nem tartalmazó változat Oroszországban.

## A kiadványról
2003-ban Bonnie Tyler, miután lejárt a szerződése az EMI Musicnál, egy kis francia lemezkiadóhoz szerződött. A Yannis Records gondozásában készült el 2004 tavaszára a Simply Believe album. A lemez egyik producere és szövegírója Stuart Emerson, aki Bonnie régi barátja és akivel már az 1995-ös Free Spirit lemezen is együtt dolgozott. 2003-ban Kareen Antonn egy demót küldött Bonnie Tylernek, a felvételen a Total Eclipse of the Heart cím slágerének francia változatát énekelte modern zenei hangzásban. Bonnienak tetszett a feldolgozás s még 200 decemberében megjelent az új kislemez a Si Demain... (Turn Around) című dalból. A single a francia SNEP toplistán a második héten már az első helyre került és 10 héten keresztül megtartotta vezető pozícióját. Emellett Belgiumban és Lengyelországban is az eladási és a rádiós játszási listák első helyére került. A dalhoz Kanadában forgattak videóklipet. Néhány hónap alatt 700.000 példány kelt el a Si Demain... (Turn Around) kislemezből, amely Franciaországban és Belgiumban platina, míg Svájcban aranylemez minősítést ért el. Összesen 2 millió példány kelt el belőle. A sikeren felbuzdulva elkészült egy másik klasszikus Tyler dal, az It's a Heartache kétnyelvű változata (Si Tout S'Arrete), amely szintén felkerült a francia toplistára (#12) és a belga lista 7. helyére. 2004 áprilisában pedig megjelent a nagylemez is Simply Believe címmel, amely tartalmazta a két sikeres duettet illetve a Holding Out for a Hero, a Here She Comes és az If You Were a Woman című dalok 2004-es verzióját. Az albumot és a kislemezeket Franciaországban és Belgiumban is nagy reklámkampánnyal hirdették és több TV műsorban is reklámozta Bonnie és Kareen akik franciaországi fesztiválokon is felléptek közösen.
Bár a lemez dallistáján nincs feltüntetve, az All Night to know You és a Driving me Wild című dalok is 2004-es verzióban lettek feldolgozva, ezek a dalok ugyanis Bonnie 1995-ös albumán már megjelentek. A lemez szövegkönyvében egy kis hiba is becsúszott, ugyanis a Nobody Better című dalának szövege helyett a When I Close my Eyes című dalának szövege került be tévesen kétszer. A későbbi kanadai kiadású lemezhez tartozó szövegkönyvben már mind a 15 dal szövege megtalálható hibátlanul.

## Dalok
| #  | Dalcím                                | Zeneszerző                     | Producer                    | Hossz |
| -- | ------------------------------------- | ------------------------------ | --------------------------- | ----- |
| 1  | Sí Demain                             | Jim Steinman; Emanuelle Pribys | Faouze Krem; Wallid Barkati | 3:50  |
| 2  | Simply Believe                        | Bonnie Tyler; John Stage       | Faouze Krem; Wallid Barkati | 4:44  |
| 3  | Si Tout S’arrête                      | Scott/Wolfe                    | Faouze Krem; Wallid Barkati | 3:24  |
| 4  | Holding Out for a Hero (Version 2004) | Jim Steinman                   | Faouze Krem; Wallid Barkati | 3:56  |
| 5  | Back in My Arms                       | Stuart Emerson                 | Stuart Emerson              | 4:29  |
| 6  | Open Your Eyes                        | Bonnie Tyler; John Stage       | Faouze Krem; Wallid Barkati | 4:20  |
| 7  | Here She Comes (Version 2004)         | Giorgio Moroder                | Faouze Krem; Wallid Barkati | 3:16  |
| 8  | Nobody Better                         | Stuart Emerson                 | Stuart Emerson              | 4:08  |
| 9  | If You Were a Woman (Version 2004)    | Desmond Child                  | Faouze Krem; Wallid Barkati | 3:59  |
| 10 | When I Close My Eyes                  | Stuart Emerson                 | Stuart Emerson              | 4:26  |
| 11 | It’s in the Back of My Mind           | Stuart Emerson                 | Stuart Emerson              | 4:47  |
| 12 | I Want You                            | Bonnie Tyler; John Stage       | Faouze Krem; Wallid Barkati | 3:57  |
| 13 | Darlin’                               | O. Blandamer                   | Faouze Krem; Wallid Barkati | 3:24  |
| 14 | All Night to Know You (Version 2004)  | Stuart Emerson                 | Stuart Emerson              | 5:22  |
| 15 | Driving Me Wild (Version 2004)        | Stuart Emerson                 | Stuart Emerson              | 4:41  |

## Kritika
Bár egyre inkább leváltják a retró sztárokat a mai fiatal generációk, Bonnie Tyler még 20 év után is képes felkerülni a slágerlisták élére Total Eclipse of the Heart című dalának francia verziójával. És nem csak ez az egyetlen újított verzió. Franciául hallható egy még korábbi slágere, az It's A Heartache is szintén duettben Kareen Antonnal, valamint a Holding Out For A Hero és még néhány régi slágere. Az album zenei világa kicsit nyikorgós, erős kontraszt figyelhető meg Bonnie és Kareen hangja között, de a rajongókat mindenképpen kielégítő alkotásról beszélhetünk.

## Kislemezek

### Si Demain
| # | Dalcím                                   | Zeneszerző              | Producer    | Hossz |
| - | ---------------------------------------- | ----------------------- | ----------- | ----- |
| 1 | Si Demain (Radio Version)                | Jim Steinman; E. Pribys | Faouze Krem | 3:52  |
| 2 | Si Demain (Album Version)                | Jim Steinman; E. Pribys | Faouze Krem | 4:10  |
| 3 | Si Demain (Interpreté par Kareen Antonn) | Jim Steinman; E. Pribys | Faouze Krem | 3:52  |

### Si Tout S’arrete
| # | Dalcím                              | Zeneszerző  | Producer    | Hossz |
| - | ----------------------------------- | ----------- | ----------- | ----- |
| 1 | Si Tout S’arrete (It’s A Heartache) | Scott/Wolfe | Faouze Krem | 3:25  |

## Videóklip
- Si Demain/Total Eclipse 2004 (With Kareen Antonn)

## Díjak
- SNEP[3] Syndicat national de l'édition phonographique Awards - France.

Franciaország - Sí Demain
- Ezüstlemez 2004 04. 05.
- Aranylemez 2004 04. 05.
- 2xPlatinalemez 2004 04. 05.

Belgium - Sí Demain
- Platinalemez

Belgium - Si Tout S'Arrete
- Aranylemez

Svájc - Sí Demain
- Aranylemez

## A produkció
- Producer: Jean Lahcene, Faouze, Krem, Wallid Barkati
- Executive producer: Lynda Ramdane
- Programozás: F. Andrews
- Basszus: John Stage
- Dobok: T. Box
- Gitár: K. Rustam, S. Heurtault
- Hamrónika: G. Duval
- Billentyűk:  F. Andrews, J. Stage, O. Fox
- Orgona: B. Souris, F. Andrews
- Vokál:  B. Bishop, D. Goury, F. Llado, F. Godebout, J.-N. Sombrun, J. Stage, K. Antonn, M. Ducret
- Fotó: Bertrand Levet, Nicolas Sautiez, Pascal Ratthe

## Toplistás helyezések
| Simply Believe | Legjobb helyezés | Minősítés       |
| -------------- | ---------------- | --------------- |
| Franciaország  | 18               | 2x Platinalemez |
| Belgium        | 25               | Aranylemez      |
| Svájc          | 35               | Aranylemez      |

### Singlek
| Si Demain     | Legjobb helyezés |
| ------------- | ---------------- |
| Franciaország | 1                |
| Belgium       | 1                |
| Lengyelország | 1                |
| Euro Chart    | 3                |
| Svájc         | 7                |
| World Chart   | 9                |
| Oroszország   | 155              |

| Si Tout S'Arrete | Legjobb helyezés |
| ---------------- | ---------------- |
| Belgium          | 7                |
| Lengyelország    | 10               |
| Franciaország    | 12               |
| Svájc            | 25               |
| Euro Chart       | 27               |